# Niranjanananda Saraswati

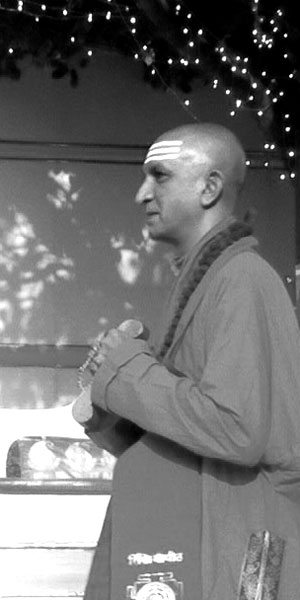
Niranjanananda Saraswati

Swami Niranjanananda Saraswati (Rajnandgaon, Madhya Pradesh (India), 14 februari 1960) is een yogi en goeroe. Swami Niranjanananda is de opvolger van Swami Satyananda Saraswati, de grondlegger van de Satyananda-yoga, waarvan hij sinds 1988 de wereldwijde coördinatie in handen heeft. In 1993 werd hij tot opvolger gezalfd.
Swami Niranjanananda wordt door zijn volgelingen beschouwd als een yogi bij de geboorte. Hij begon met zijn trainingen bij de Bihar School of Yoga op zijn vierde en op de leeftijd van tien jaar reisde hij uitgebreid door Europa, de VS en Australië. Deze ervaringen gaven hem begrip in de Westerse wijze van denken en maatschappij. In 1983 keerde hij terug naar India en werd daar aan het hoofd gesteld van de Bihar School of Yoga. Swami Niranjanananda wordt gezien als een moderne yogameester die zowel de wetenschappelijke Westerse cultuur als de mystieke Oosterse filosofie overbrugt.